# Gerotten
Gerotten ist eine Ortschaft in Niederösterreich und eine Katastralgemeinde der Stadtgemeinde Zwettl-Niederösterreich. Am 1. Jänner 2024 hatte der Ort 180 Einwohner auf einer Fläche von 5,62 km².

## Geografie
Gerotten liegt in einer Entfernung von etwa vier Kilometern Luftlinie nördlich des Stadtzentrums von Zwettl.
Das Gemeindegebiet grenzt im Nordwesten an die Katastralgemeinde Großhaslau, im Nordosten an Germanns, im Osten an Pötzles, von Süden bis Südwesten an Zwettl Stift und im Westen an Gradnitz. Die östlich angrenzende Katastralgemeinde Pötzles wurde nach dem Anschluss für die Errichtung des Truppenübungsplatzes Döllersheim zwangsentsiedelt und ist bis heute militärisches Sperrgebiet.

## Geschichte
Gerotten wurde um 1139 mit der Bezeichnung Lerates zum ersten Mal urkundlich erwähnt. Der Name bedeutet so viel wie: „Siedlung eines Mannes mit dem (slawischen) Namen Jarota oder Jerota“. Laut Adressbuch von Österreich waren im Jahr 1938 in der Ortsgemeinde Gerotten zwei Gastwirte, ein Schmied, ein Viehhändler und einige Landwirte ansässig.
Am 1. Januar 1968 vereinigten sich die Gemeinden Gerotten, Stift Zwettl und Rudmanns zur neuen Gemeinde Stift Zwettl, welche sich 1970 freiwillig der Stadtgemeinde Zwettl anschloss.

## Verkehr
Gerotten liegt an der Zwettler Straße (B 36). Der Ort ist durch Postbusse mit dem österreichischen Überlandbusnetz verbunden; außerdem gibt es dort eine Haltestelle der Lokalbahn Schwarzenau–Zwettl–Martinsberg, deren Personenverkehr jedoch im Dezember 2010 eingestellt wurde.